# (4325) Guest
(4325) Guest es un asteroide que forma parte del cinturón de asteroides y fue descubierto por Edward L. G. Bowell desde la Estación Anderson Mesa, en Flagstaff, Estados Unidos, el 18 de abril de 1982.

## Designación y nombre
Guest recibió inicialmente la designación de 1982 HL.
Más tarde, en 1990, se nombró en honor del geólogo estadounidense John E. Guest.

## Características orbitales
Guest está situado a una distancia media del Sol de 2,751 ua, pudiendo acercarse hasta 2,492 ua y alejarse hasta 3,011 ua. Su excentricidad es 0,09427 y la inclinación orbital 5,764 grados. Emplea en completar una órbita alrededor del Sol 1667 días.

## Características físicas
La magnitud absoluta de Guest es 12,4.